# Harry Treadaway
Harry Treadaway, né le 10 septembre 1984 à Exeter, est un acteur britannique.

## Biographie
Harry Treadaway est né à Exeter et a grandi a Sandforf, près de Crediton dans le Devon, avec son père architecte, sa mère, enseignante à l'école primaire et ses deux frères (son frère jumeau Luke) et son frère aîné Sam.
Adolescent, il a joué dans un groupe de musique appelé Lizarsun qu'il a formé avec son frère, ainsi qu'avec Matt Conyngham et Seth Campbell.
Il a poursuivi des études à la Queen Elizabeth's Community College à Crediton. Il s'est formé à la London Academy of Music and Dramatic Art et est un ancien membre du National Youth Theatre.

### Vie privée
Il est en couple avec l'actrice Holliday Grainger. Ils ont eu des jumeaux en 2021.

## Carrière
Il fait ses débuts professionnels dans le film Brothers of the Head, un film dans lequel il joue avec son frère jumeau dans un groupe de rock punk. Harry joue Tom Howe, le guitariste et compositeur de chanson de la bande et son frère Luke joue Barry Howe, le chanteur principal.
En 2011, il tourne en Irlande le film fantastique HideAways sous la direction de la réalisatrice française Agnès Merlet. Il incarne le personnage principal de ce film sous le nom de James Furlong.
En 2013 il obtient un rôle dans Lone Ranger, naissance d'un héros de Gore Verbinski.
En 2014 il joue aux côtés de Rose Leslie dans le film d'horreur Honeymoon. De 2014 à 2016 il incarne le Dr Victor Frankenstein dans la série Penny Dreadful.
En 2017 il incarne Brady Hartsfield dans la série Mr Mercedes, adaptée du roman éponyme de Stephen King, partageant la vedette avec Brendan Gleeson. La série se poursuit avec une seconde saison dans laquelle il reprend son rôle d'antagoniste principal. Une troisième saison est prévue pour septembre 2019.
En 2021, il a tenu le rôle de l'inspecteur détective Keith Pedder dans le drame de la police métropolitaine Deceit, à propos d'une opération d'infiltration dans la vie réelle enquêtant sur le meurtre de Rachel Nickell en 1992.
En 2023 il tient le rôle principal du Dr. David Hunter dans la série anglaise The Chemistry of death. Une série de 6 épisodes adaptée des romans à succès de l’écrivain Simon Beckett.

## Filmographie

### Cinéma

#### Longs métrages
- 2005 : Brothers of the Head de Keith Fulton et Louis Pepe : Tom Howe
- 2007 : Control de Anton Corbijn : Stephen Morris
- 2008 : The Disappeared de Johnny Kevorkian : Matthew Ryan
- 2008 : La Cité de l'ombre (City of Ember) de Gil Kenan : Doon Harrow
- 2009 : Fish Tank d'Andrea Arnold : Billy
- 2010 : Pelican Blood de Karl Golden : Nikko
- 2010 : Albatross de Niall MacCormick : Jake
- 2011 : HideAways d'Agnès Merlet : James Furlong
- 2012 : Cockneys vs Zombies de Matthias Hoene : Andy Macguire
- 2013 : Lone Ranger, naissance d'un héros (The Lone Ranger) de Gore Verbinski : Frank
- 2014 : Honeymoon de Leigh Janiak : Paul
- 2018 : Gringo de Nash Edgerton : Miles

#### Courts métrages
- 2008 : Love You More : Peter
- 2013 : Streetcar : James

### Télévision

#### Séries télévisées
- 2006 : Miss Marple (Agatha Christie's Marple) La Dernière Énigme (téléfilm, 2006) : George Eskrine
- 2006 : Afterlife : Liam
- 2007 : Meadowland (Cape Wrath) : Mark Brogan
- 2013 : Truckers : Glen
- 2014 : Fleming : Lieutenant Hepworth
- 2014 - 2016 : Penny Dreadful : Dr Victor Frankenstein
- 2017 - 2018 : Mr. Mercedes  : Brady Hartsfield
- 2019 - 2020 : The Crown : Roddy Llewellyn
- 2020 : Star Trek : Picard : Narek
- 2023 :  The Chemistry of Death : Dr David Hunter

#### Téléfilms
- 2007 : Recovery : Dean Hamilton
- 2008 : The Shooting of Thomas Hurndall :
- 2013 : Le Vol des cigognes (Flight of the Storks) de Jan Kounen : Jonathan Anselme